# Comté de Mason (Texas)
Pour les articles homonymes, voir Comté de Mason.
Le comté de Mason, en anglais : Mason County, est un comté situé au centre de l'État du Texas aux États-Unis. Fondé le 22 janvier 1858, son siège de comté est la ville de Mason. Selon le recensement des États-Unis de 2020, sa population est de 3 953 habitants. Le comté a une superficie de 2 414,3 km2, dont 2 405,5 km2 en surfaces terrestres. Il serait baptisé en référence au fort Mason ou au capitaine George Thomson Mason.

## Organisation du comté
Le comté de Mason est créé le 11 avril 1846, à partir des terres des comtés de Gillespie, Llano et Bexar. Il est définitivement organisé et autonome, le 2 août 1858.
Le 22 janvier 1858, le comté est baptisé en référence au fort Mason (en), construit comme moyen de défense de première ligne contre les attaques des Amérindiens. Il peut aussi avoir été nommé en l'honneur du capitaine George Thomson Mason (en), tué durant la guerre américano-mexicaine.

## Géographie
Le comté de Mason est situé au centre de l'État du Texas, aux États-Unis,. Il fait partie de la région du Texas Hill Country et du plateau d'Edwards. Il est traversé, d'est en ouest, par la rivière Llano (en).
Il a une superficie totale de 2 414,3 km2, composée de 2 405,5 km2 de terres et de 8,8 km2 de zones aquatiques.

## Comtés adjacents
|                 | Comté de McCulloch | Comté de San Saba |
| Comté de Menard | comté de Mason     | Comté de Llano    |
| Comté de Kimble | Comté de Gillespie |                   |

## Démographie
Lors du recensement de 2010, le comté comptait une population de 4 012 habitants. En 2017, la population est estimée à 4 222 habitants,.

Pyramide des âges du comté de Mason (2000).